# Airbus UK Broughton Football Club
Maillots
Dernière mise à jour : 30 avril 2016.
L'Airbus UK Broughton Football Club est un club gallois de football, fondé en 1946 et basé à Broughton. Il évolue actuellement en Welsh Premier League.

## Repères historiques
Lié à l'industrie aéronautique depuis sa fondation en 1946, Airbus UK Broughton a subi plusieurs changements de nom en fonction de ses principaux partenaires. Le club a ainsi été nommé Vickers-Armstrongs, de Havilland, Hawker Siddeley, British Aerospace, BAe Systems et, enfin, Airbus UK Broughton. Après sa fondation, le club est intégré à la ligue de Chester et District, puis à la Welsh National League Division Two (région de Wrexham). Jusqu'à la fin de la saison 2003-2004, Airbus UK n'avait jamais atteint la première division galloise. Depuis cette période, il fait partie de la Welsh Premier League et figure donc parmi les meilleures équipes galloises actuelles.

## Bilan saison par saison
|           | I | II | Points | Journées | V  | N | D  | b.p. | b.c. | Diff. |
| 2015-2016 | 6 |    | 42 pts | 32       | 12 | 6 | 14 | 46   | 55   | -9    |
| 2014-2015 | 3 |    | 58 pts | 32       | 18 | 4 | 10 | 62   | 34   | +28   |
| 2013-2014 | 2 |    | 59 pts | 32       | 17 | 9 | 6  | 56   | 34   | +22   |
| 2012-2013 | 2 |    | 76 pts | 32       | 17 | 3 | 12 | 76   | 42   | +34   |
| 2011-2012 | 7 |    | 39 pts | 32       | 10 | 9 | 13 | 48   | 50   | -2    |

Légende :
- I / II / III : division jouée
- V / N / D : victoires / matchs nuls / défaites
- b.p. / b.c. : buts pour / buts contre
- Diff : différence de buts
- Champion du pays de Galles
- Promotion dans le championnat hiérarchiquement supérieur
- Relégation dans le championnat hiérarchiquement inférieur

### Participations européennes
| Compétition               | Matchs joués | Victoires | Matchs nuls | Défaites | Buts pour | Buts contre |
| ------------------------- | ------------ | --------- | ----------- | -------- | --------- | ----------- |
| Coupe UEFA / Ligue Europa | 6            | 0         | 4           | 2        | 6         | 9           |

## Palmarès
- Cymru Alliance
  - Vainqueur : 2004
- Coupe du pays de Galles
  - Finaliste : 2016

## Joueurs et personnages du club

### Joueurs emblématiques
| \| Joueurs les plus capés \| Joueurs les plus capés \| Joueurs les plus capés \| \| Joueurs \| Matchs \| Période \| \| ---------------------- \| ---------------------- \| ---------------------- \| \| Ryan Edwards \| 159 \| 2007- \| \| James Mcintosh \| 154 \| 2004-2010 \| \| Mark Allen \| 148 \| 2007- \| \| John Davies \| 136 \| 2004-2009 \| \| Danny Desormeaux \| 117 \| 2007- \| |        |           |
| |        |           |
| Source : Welsh-Premier. |        |           |
| Joueurs les plus capés |        |           |
| Joueurs | Matchs | Période   |
| Ryan Edwards | 159    | 2007-     |
| James Mcintosh | 154    | 2004-2010 |
| Mark Allen | 148    | 2007-     |
| John Davies | 136    | 2004-2009 |
| Danny Desormeaux | 117    | 2007-     |

Ryan Edwards est à ce jour le joueur qui aura porté le plus souvent le maillot d'Airbus UK Broughton en match officiel. Son nombre d'apparitions s'élève à 159. Étant encore membre de l'équipe, ce record sera plus élevé au fil des mois.
- Simon Davies

### Entraîneurs du club
| Nom            | Période             |
| -------------- | ------------------- |
| Rob Lythe      | -février 2005       |
| Garry Wynne    | février-juin 2005   |
| Gareth Owen    | juin 2005-juin 2008 |
| Craig Harrison | juillet 2008-       |

## Structures du club

### Stade

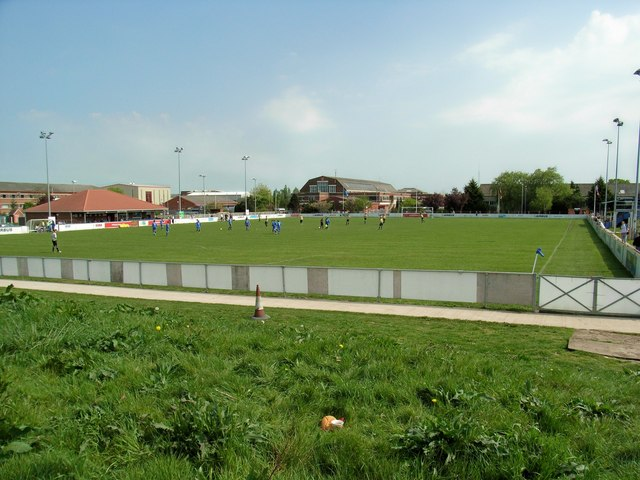
The Airfield.

Airbus UK Broughton joue ses matchs dans son stade de The Airfield (« le terrain d'aviation »). Ce stade, situé à Broughton, a une capacité de 1 500 places mais ne compte que 519 places assises. Un grand parking est attenant. La station de train la plus proche est Hawarden, située à 3,9 km. L'entrée est à 6 £ (3 pour les tarifs réduits).
Le record d'affluence en championnat du pays de Galles enregistré à The Airfield remonte au 25 février 2005. Ce jour, 380 personnes assistent à la rencontre Airbus-Rhyl FC.

### Équipementier et sponsors
Les maillots du club sont de marque Hummel et sont floqués du logo Airbus.